# Borut Loparnik
Borut Loparnik, slovenski muzikolog in pedagog, * 5. september 1934, Podgorci, † november 2018.
Predaval je na Oddelku za muzikologijo Filozofske fakultete in Pedagoške fakultete Univerze v Ljubljani.